# Баетовка
Бает (кирг. Бает) — село в Иссык-Кульском районе Иссык-Кульской области Киргизии. Входит в состав Чон-Сары-Ойского аильного округа. Код СОАТЕ — 41702 215 855 02 0.

## Физико-географические сведения
Село Бает относиться к Чон-Сары-Ойскому айыльному аймаку Иссык-Кульского района, расположено в от столицы республики — города Бишкек и в от районного центра — города Чолпон-Ата, координаты: 42°37′24″ с. ш. 76°58′32″ в. д., высота над уровнем моря:1634 м . С запада оно граничит с селом Сарыой, на востоке с селом Караой, на юге с озером Иссык-Куль, где на извилистой береговой линии расположен центр отдыха «Ак-Марал», с севера граничит с землями Чон-Сары-Ойского айыльного аймака. Территория села составляет 1,3672 км².

### Рельеф
Рельеф местности спокойный с незначительным уклоном на юг, выделяются равнинный, предгорный и горный комплексы рельефа. Озеро окаймляет прибрежная полоса типичной предгорной равнины.
Грунт каменисто-песчаный, среди них валуны, щебень, галька и гравий преобладают на западной, северной и восточной стороне села, где на сегодняшний день добываются разрабатываются в карьерах материалы, в основном для строительства автодорог, а глина и песок — на южной стороне села. На северо-западных и северо-восточных территориях села почвы степные, темно-каштановые освоены под богарное (неполивное) земледелие, в остальной части они используются для выпаса скота, преимущественно овец.

### Климат
Климат региона умеренно морской. Иссык-Куль оказывает смягчающее влияние по акватории озера. Средняя температура января: −3°. Средняя температура июля: +17°. Температура поверхностных слоя воды в самые холодные зимние дни не опускается ниже плюс 3—4°, благодаря чему поверхность озера никогда не замерзает, только мелководные заливы и узкая прибрежная зона в некоторых местах покрываются тонкой ледяной корочкой. Количество осадков минимально, выпадает всего в год. Количество часов солнечного сияния составляет 2700 часов. В районе преобладает (60 %) теплый и сухой западный ветер, приходящий через Боомское ущелье и носящий местное название «улан» или «боом». Холодный восточный ветер «санташ» иногда встречается над озером с западным ветром и вызывает образование водяных смерчей. Обычны на Иссык-Куле прибрежные ветры — бризы: днем они дуют с озера на берег (по-местному «морской ветер»), а ночью — с берега к воде («горняк»). Такова же смена направления ветра и в горных ущельях.
Климатические показатели региона
| Показатель           | Янв. | Фев. | Март | Апр. | Май | Июнь | Июль | Авг. | Сен. | Окт. | Нояб. | Дек. | Год |
| Средний максимум, °C | 0    | 0    | 4    | 11   | 14  | 18   | 20   | 20   | 17   | 12   | 4     | 0    |     |
| Средний минимум, °C  | −6   | −6   | 0    | 4    | 8   | 11   | 13   | 13   | 9    | 4    | 0     | −3   |     |
| Норма осадков, мм    | 10   | 8    | 18   | 19   | 28  | 32   | 37   | 40   | 26   | 18   | 14    | 8    | 272 |
| Температура воды, °C | 4    | 4    | 5    | 8    | 12  | 16   | 19   | 20   | 18   | 14   | 10    | 7    |     |

### Растительность и животный мир
Растительность довольно бедна. Здесь на бедных коричневых почвах, реже на серозёмах, растут: эфедро, чии, верблюжья колючки, также в округе села произрастает полупустынная, ковылково-полынная растительность.
Около четверти посевной площади приходится на кормовые бобовые (эспарцет, люцерна, клевер) и злаковые травы, дающие в 3-4 раза больше сена, чем природные сенокосы. Кроме того, плодово-ягодная растительность представлена в основном в населенном пункте в садах и огородах (яблоня, груша, абрикосы, черешня, вишня; черная смородина, малина, клубника, крыжовник). Еловые леса распространены преимущественно севернее на склонах гор. Близ озера растёт по преимуществу облепиха.
Животный мир села, особенно в горном поясе, богат и разнообразен. Западную пустынную часть населяют типичные представители фауны пустынь тушканчик-прыгун. В населенных пунктах водятся воробьи. Поблизости от селений держатся грачи, скворцы и удоды. На побережье в густых зарослях облепихи и тростника обитают фазаны. В предгорьях же встречаются мелкий среднеазиатский заяц и серый хомячок. Основным видом животного мира являются домашние животные: овцы, козы, лошади и коровы, также встречаются верблюды, на окраинах села можно встретить диких животных: зайцев, фазанов, в горных районах: волков, шакалов. Воды Иссык-Куля, богатые кислородом, населяют 13 видов рыб, относящихся к семействам карповых, вьюнковых и лососевых, в том числе голый осман, сазан, серый голец. Давнее географическое обособление и изоляция озера (прекращение связи с рекой Чу) вызвали у рыб развитие ряда новых признаков, приведших к образованию специфических форм рыб, свойственных только Иссык-Кулю. К таким часто иссык-кульским видам относятся маринка, чебак, чебачок, губач, гольян и пескарь.
Экологическая обстановка в общем благоприятна. В районе озера нет крупных промышленных загрязняющих предприятий. Но в летнее время береговые полосы озера загрязняются катерами, пароходами, теплоходами и моторными лодками, в большинстве случаев туристами и отдыхающими, что приводит к печальным последствиям — загрязнению окружающей среды озера Иссык-Куль. Местные власти в целях защиты окружающей среды устраивают субботники и работы по очистке улиц, парко-пляжных территорий и прибрежных зон озера Иссык-Куль.

## Население
По данным переписи 2009 года, в селе проживало 859 человек.